# Morterone
Morterone est une commune de la province de Lecco, dans la région Lombardie, en Italie.
Elle est connue pour être la moins peuplée d'Italie.

## Administration
| Période                                  | Période  | Identité             | Étiquette | Qualité |
| ---------------------------------------- | -------- | -------------------- | --------- | ------- |
| 14 juin 2004                             |          | Giampietro Redaelli  |           |         |
| 16 mai 2011                              | En cours | Antonella Invernizzi | PdL       |         |
| Les données manquantes sont à compléter. |          |                      |           |         |

### Communes limitrophes
Ballabio, Brumano, Cassina Valsassina, Cremeno, Lecco, Moggio, Vedeseta.

## Jumelages
- Brumano (Italie) depuis 2007.